# سان مامس د بورگس
سان مامس د بورگس (به اسپانیایی: San Mamés de Burgos) یک شهرستان در اسپانیا است که در کاستیا و لئون واقع شده‌است.

## خصوصیات
سان مامس د بورگس ۵٫۰۱ کیلومترمربع مساحت و ۳۰۷ نفر جمعیت دارد و ۸۴۱ متر بالاتر از سطح دریا واقع شده‌است.